# オリバー・クロムウェル (兵士)
オリバー・クロムウェル（英: Oliver Cromwell、1752年5月24日 - 1853年1月）は、アフリカ系アメリカ人兵士、センテナリアン。

## 生涯
居酒屋経営者の家に自由黒人として生まれた。1777年から1783年にかけて大陸軍に勤務していた。トレントンの戦いやプリンストンの戦い、ショートヒルズの戦い、ブランディワインの戦い、モンマスの戦い、ヨークタウンの包囲戦、特にアメリカ独立戦争で活躍した。ヨークタウンの包囲戦の後、兵士を引退した。
ジョージ・ワシントンは彼の除隊書類に個人的に署名し、バッジ・オブ・ミリタリーメリットを授与した。1853年死去。当時としては100歳とかなり長生きし、センテナリアンとしても知られる。